# شاه علم خان
شاه علم خان (بالإنجليزية: Shah Alam Khan)‏ هو شخصية أعمال هندي، ولد في 1921، وتوفي في 23 أكتوبر 2017.